# فينيقيه (مدينة)
فينيقيه (بالتركية: Finike)‏ هي منطقة على ساحل البحر المتوسط من مقاطعة أنطاليا في تركيا، وإلى الغرب من مدينة أنطاليا، على طول شاطئ الريفييرا التركية. وهي تقع على الساحل الجنوبي لشبه جزيرة تيكي، والساحل هنا هو مقصد سياحي شهير. ومع ذلك، من المعروف عن فينيق أن البرتقال رمزا للمدينة .